# عبدالمحسن القحطانی
عبدالمحسن القحطانی (انگلیسی: Abdulmohsen Al-Qahtani؛ زادهٔ ۵ ژوئن ۱۹۹۹) بازیکن فوتبال اهل عربستان سعودی است.
از باشگاه‌هایی که در آن بازی کرده‌است می‌توان به باشگاه فوتبال القادسیه عربستان سعودی اشاره کرد.
وی همچنین در تیم‌های ملی فوتبال زیر ۲۳ سال عربستان سعودی و عربستان سعودی بازی کرده‌است.